# Valdastico
Valdastico ist eine nordostitalienische Gemeinde (comune) mit 1168 Einwohnern (Stand 31. Dezember 2023) in der Provinz Vicenza in Venetien.

## Geografie
Die Gemeinde liegt etwa 40 Kilometer nordnordwestlich von Vicenza am Astico und grenzt direkt an das Trentino. Sie setzt sich aus den drei Fraktionen San Pietro, Forni und Pedescala zusammen. Der Verwaltungssitz der Gemeinde befindet sich im Ortsteil San Pietro.
Die Nachbargemeinden sind Arsiero, Cogollo del Cengio, Lastebasse, Roana, Rotzo und Tonezza del Cimone in der Provinz Vicenza sowie Lusern in der Provinz Trient.

## Geschichte
1404 trat Valdastico der Republik Venedig bei. 1759 wurde die Brücke über den Astico in Stein neu errichtet, aber schon vier Jahre später weggespült und durch eine Holzkonstruktion ersetzt. Die Stahlbrücke von 1889 wurde im Krieg '15–'18 zerstört. Nach dem Aufstand 1848 gegen Österreich folgte 1866 der Anschluss des Veneto an Italien. Zwischen 1878 und 1883 wurde die Straße von Arsiero nach Lastebasse erbaut. Zwischen dem 30. April und dem 2. Mai 1945 war die Fraktion Pedescala Schauplatz einer Vergeltungsaktion sich zurückziehender deutscher Verbände, dem 82 Zivilisten darunter auch Kinder zum Opfer fielen.

## Gemeindepartnerschaft
Valdastico unterhält eine Partnerschaft mit dem brasilianischen Encantado im Bundesstaat Rio Grande do Sul.

## Verkehr
Durch die Gemeinde führt die frühere Strada Statale 350 di Folgaria e di Val d'Astico (heute eine Provinzstraße) von Calliano nach Schio. Die Autostrada A31, trägt den Beinamen „Valdastico“. Ein Weiterbau der in Piovene Rocchette endenden Autobahn durch das Gemeindegebiet bis nach Trient ist geplant.

## Söhne und Töchter der Stadt
- Amalia Sartori (* 1947), italienische Politikerin
- Diego Lorenzi (* 1939), römisch-katholischer Priester und Sekretär von Papst Johannes Paul I.